# 江純
江純（1429年—？），字希文，浙江寧波府奉化縣人，明朝政治人物。同進士出身。

## 生平
天順三年（1459年）舉己卯科浙江鄉試第五十九名。天順八年（1464年）甲申科會試第一百七名，殿試登進士第三甲第一百六十六名。

## 家族
曾祖父江煥宗。祖父江尚達。父亲江頻。